# The Best of L'Arc〜en〜Ciel
『The Best of L'Arc〜en〜Ciel』（ザ ベスト オブ ラルク アン シエル）は、日本のロックバンド、L'Arc〜en〜Cielのベスト・アルバム。『1994-1998』『1998-2000』『c/w』の3タイトルに分け、2003年3月19日に発売。発売元はKi/oon Records。

## 解説
2001年に発表した『Clicked Singles Best 13』以来約2年ぶりとなるベスト・アルバム。
本作は、1994年のメジャーデビュー以降に発表した楽曲から計42曲を選び、年代・発表形態で3タイトルに振り分けた作品となっている。前作『Clicked Singles Best 13』はシングル表題曲の中からファン投票により収録曲が選ばれたが、本作ではシングル表題曲を基軸としながら、スタジオ・アルバムで初音源化された楽曲からも選曲・収録されている。また、本作は、前ドラマーであるsakuraが在籍していた1994年〜1998年に発表した楽曲を中心に収録した『The Best of L'Arc〜en〜Ciel 1994-1998』、ビッグセールスを記録し続けた1998年〜2000年に発表した楽曲を中心に収録した『The Best of L'Arc〜en〜Ciel 1998-2000』、シングル作品にのみ収録されていたカップリング曲を集めた『The Best of L'Arc〜en〜Ciel c/w』の3タイトルに分け、2003年3月19日に同時リリースされている。
ちなみに本作は、前作『Clicked Singles Best 13』と異なり、レコード会社との契約の都合でリリースされており、＜アーティスト非監修のベストアルバム＞となっている。そのため、本作の収録曲やジャケットのアートワークの選定に、メンバーは一切関わっていない。今回のベストアルバムの制作にメンバー4人が関与していないのは、この当時メンバーがソロ活動に専念していたことから、L'Arc〜en〜Cielが活動休止状態にあったことが起因している。こういった背景もあってか、本作発売後に受けたインタビューやラジオ番組などのメディアに出演した際、メンバーは「知らない間に出ていた」と本作について語っている。なお、tetsuyaは本作発売後に出版された音楽雑誌のインタビューにおいて、「レコード会社的に、決算の時期に出すのは決して悪いことだとは思わない」「このアルバムが無ければラルクの活動再開はもっと先だったかも知れない」などと語っており、必ずしもリリース自体を否定的に捉えていないことを示唆している。また、当時tetsuyaは「せっかく出たんだから今までのベストみたいなライヴを」とも語っており、肯定的な側面も見せている。
本作のフィジカルは上記のように、『The Best of L'Arc〜en〜Ciel 1994-1998』、『The Best of L'Arc〜en〜Ciel 1998-2000』、『The Best of L'Arc〜en〜Ciel c/w』の3タイトルでリリースされており、それぞれ初回生産限定盤（CD+DVD）と通常盤（CD）の2形態で発売されている。また、各タイトルの初回生産限定盤は2Discアマレーケース仕様となっており、これまでにパッケージ化されていなかった1994年〜1996年に発表したシングル表題曲（ビデオシングル含む）のミュージック・ビデオを収めたDVDが同梱されている。なお、L'Arc〜en〜Cielのアルバム作品にDVDが特典として付属されるのは、本作が初となった。ちなみに、2007年2月14日に発表したミュージック・クリップ集『CHRONICLE 0 -ZERO-』には、本作の初回盤に付属されたDVD3枚とほぼ同内容の映像が収録されている。
ちなみに、各タイトルのジャケットのアートワークは、アートディレクターの佐藤可士和が手掛けている。また、本作のブックレットには、制作に携わったスタッフやエンジニアなどのクレジットが記載されていないが、全3タイトルともリマスタリングが施されている。

## 収録曲

### The Best of L'Arc-en-Ciel 1994-1998
1. In the Air
  - 作詞・作曲: hyde

2ndアルバム『Tierra』収録曲。アウトロが途中で切れずに最後までフェードアウトするかたちで収録。
2. Blurry Eyes
  - 作詞: hyde / 作曲: tetsu

1stシングルの表題曲。
3. Vivid Colors
  - 作詞: hyde / 作曲: ken

2ndシングルの表題曲。
4. and She Said
  - 作詞・作曲: hyde

2ndビデオシングルの表題曲。
5. 夏の憂鬱 [time to say good-bye]
  - 作詞: hyde / 作曲: ken

3rdシングルの表題曲。シングルバージョンはアルバム初収録。
6. 風にきえないで
  - 作詞: hyde / 作曲: tetsu

4thシングルの表題曲。シングルバージョンはアルバム初収録。
7. flower
  - 作詞・作曲: hyde

5thシングルの表題曲。
8. Lies and Truth
  - 作詞: hyde / 作曲: ken

6thシングルの表題曲。
9. Caress of Venus
  - 作詞: hyde / 作曲: ken

4thアルバム『True』収録曲。イントロに「Fare Well」のアウトロが被っていないミックスで収録。
10. the Fourth Avenue Café
  - 作詞: hyde / 作曲: ken

4thアルバム『True』収録曲。
1997年3月にこの曲を表題曲としたシングルを発売する予定でいたが、当時のドラマーであったsakuraの逮捕を受け、発売中止の憂き目にあっている。ただ、2006年8月に29thシングルの表題曲として発表されている。
11. 虹
  - 作詞: hyde / 作曲: ken

7thシングルの表題曲。
12. winter fall
  - 作詞: hyde / 作曲: ken

8thシングルの表題曲。
13. Shout at the Devil
  - 作詞: hyde / 作曲: ken

5thアルバム『HEART』収録曲。アウトロの一部をカットしたミックスで収録。
14. fate
  - 作詞: hyde / 作曲: ken

5thアルバム『HEART』収録曲。
15. あなた
  - 作詞: hyde / 作曲: tetsu

5thアルバム『HEART』収録曲。

### The Best of L'Arc-en-Ciel 1998-2000
1. DIVE TO BLUE
  - 作詞: hyde / 作曲: tetsu

9thシングルの表題曲。
2. HONEY
  - 作詞・作曲: hyde

10thシングルの表題曲。
3. 浸食 〜lose control〜
  - 作詞: hyde / 作曲: ken

12thシングルの表題曲。イントロに挿入された柱時計の音を短くカットしたミックスで収録。
4. 花葬
  - 作詞: hyde / 作曲: ken

11thシングルの表題曲。
5. snow drop
  - 作詞: hyde / 作曲: tetsu

13thシングルの表題曲。シングルバージョンは日本国内で発売されたアルバムでは初収録となった。ただ、日本国外を含めれば、ベストアルバム『Clicked Singles Best 13』の海外盤（台湾盤）に収録されている。
6. forbidden lover
  - 作詞: hyde / 作曲: ken

14thシングルの表題曲。
7. HEAVEN'S DRIVE
  - 作詞・作曲: hyde

15thシングルの表題曲。
8. Pieces
  - 作詞: hyde / 作曲: tetsu

16thシングルの表題曲。
9. trick
  - 作詞・作曲: yukihiro

7thアルバム『ray』収録曲。
10. Driver's High
  - 作詞: hyde / 作曲: tetsu

17thシングルの表題曲。冒頭に挿入された車のキーを回したSE音をほんの僅か長くしたミックスで収録。
11. LOVE FLIES
  - 作詞: hyde / 作曲: ken

18thシングルの表題曲。
8thアルバム『REAL』に収録された、バージョン。
12. NEO UNIVERSE
  - 作詞: hyde / 作曲: ken

19thシングル「NEO UNIVERSE／finale」の表題曲のひとつ。
13. finale
  - 作詞: hyde / 作曲: tetsu

19thシングル「NEO UNIVERSE／finale」の表題曲のひとつ。
14. STAY AWAY
  - 作詞: hyde / 作曲: tetsu

20thシングルの表題曲。
15. get out from the shell -asian version-
  - 作詞: hyde / 作曲: yukihiro

8thアルバム『REAL』収録曲。原曲にあったアウトロの高音コーラスの声を消したアレンジで収録。

### The Best of L'Arc-en-Ciel c/w
1. Brilliant Years
  - 作詞・作曲: hyde

2ndシングル「Vivid Colors」のカップリング曲。アルバム初収録。
2. あなたのために
  - 作詞: hyde / 作曲: ken

3rdシングル「夏の憂鬱 [time to say good-bye]」のカップリング曲。アルバム初収録。
3. I'm so happy
  - 作詞・作曲: hyde

4thシングル「風にきえないで」のカップリング曲。アルバム初収録。
なお、この曲の歌詞が記載された歌詞カードにおいて、表記ミスが存在する（ラストサビの部分に「E E E」という表記がされている、など）。
4. さようなら
  - 作詞・作曲: hyde

5thシングル「flower」のカップリング曲。アルバム初収録。
5. 賽は投げられた
  - 作詞: hyde / 作曲: ken

6thシングル「Lies and Truth」のカップリング曲。アルバム初収録。
6. THE GHOST IN MY ROOM
  - 作詞・作曲: hyde

7thシングル「虹」のカップリング曲。アルバム初収録。
7. metropolis
  - 作詞: hyde / 作曲: ken

8thシングル「winter fall」のカップリング曲。アルバム初収録。
8. Peeping Tom
  - 作詞・作曲: hyde

9thシングル「DIVE TO BLUE」のカップリング曲。アルバム初収録。
9. a swell in the sun
  - 作詞: hyde / 作曲: yukihiro

13thシングル「snow drop」のカップリング曲。アルバム初収録。
10. 花葬 -1014 mix-
  - 作詞: hyde / 作曲: ken / リミックス: yukihiro

14thシングル「forbidden lover」のカップリング曲。アルバム初収録。
yukihiroが手掛けたL'Arc〜en〜Cielのリミックス音源の中で、この曲が唯一ベストアルバムに収録されている。なお、このリミックスのバージョン違いは、2000年発表のリミックスアルバム『ectomorphed works』に収録されている。
11. hole
  - 作曲: yukihiro

19thシングル「NEO UNIVERSE／finale」のカップリング曲。アルバム初収録。
12. get out from the shell
  - 作詞: hyde / 作曲: yukihiro

20thシングル「STAY AWAY」のカップリング曲。オリジナルバージョンはアルバム初収録。

## 初回生産限定盤付属DVD
| #  | タイトル                       | 作詞 | 作曲  |
| -- | ------------------------------ | ---- | ----- |
| 1. | 「風にきえないで」(Music Clip) | hyde | tetsu |
| 2. | 「Blurry Eyes」(Music Clip)    | hyde | tetsu |
| 3. | 「眠りによせて」(Music Clip)   | hyde | ken   |

| #  | タイトル                                        | 作詞 | 作曲 |
| -- | ----------------------------------------------- | ---- | ---- |
| 1. | 「Lies and Truth」(Music Clip)                  | hyde | ken  |
| 2. | 「夏の憂鬱 [time to say good-bye]」(Music Clip) | hyde | ken  |
| 3. | 「風の行方」(Music Clip)                        | hyde | ken  |

| #  | タイトル                     | 作詞 | 作曲 |
| -- | ---------------------------- | ---- | ---- |
| 1. | 「flower」(Music Clip)       | hyde | hyde |
| 2. | 「Vivid Colors」(Music Clip) | hyde | ken  |
| 3. | 「and She Said」(Music Clip) | hyde | hyde |